# Damias
Damias é um gênero de traça pertencente à família Arctiidae.